# Martin Urrutia
Martin Urrutia Horas (Guecho, 30 de marzo de 2005) es un cantante, compositor y actor español que se dio a conocer por ser finalista de Operación Triunfo 2023 y por su papel coprotagonista en la serie musical Mariliendre.

## Biografía
Nació en Getxo el 30 de marzo de 2005 y es el mayor de tres hermanos. Martin mostró interés por las artes escénicas desde muy pequeño, lo que le llevó a estudiar danza en la Escuela de Ballet Roser Carrés. Tras cursar el bachillerato de artes escénicas en Bilbao, ingresó en Dantzerti, la Escuela Superior de Arte Dramático y Danza del País Vasco. Interrumpió sus estudios en Dantzerti para entrar en la academia de música de Operación Triunfo.
Es sobrino de la periodista Ana Urrutia Iturmendi, quien fuera presentadora de la previsión meteorológica de la televisión pública vasca.

## Carrera musical

### 2023-2024: Paso porOperación Triunfo
El 20 de noviembre de 2023, se convirtió en uno de los 16 concursantes de Operación Triunfo 2023 después de cantar «Somewhere Only We Know» de Keane en la Gala 0, lo que le hizo ser el primer concursante oficial de la duodécima edición.
Durante su paso por el programa fue elegido favorito de la semana en la Gala 6 tras su interpretación de la canción «Alors on danse» de Stromae, y en la Gala 8 cantó a dúo con su compañera Chiara Oliver la canción «Escriurem» de Miki Núñez e IZARO, segunda vez que un concursante cantaba en euskera en el concurso, y primera que se cantaba una canción a dúo en catalán y euskera. Otra de sus actuaciones más destacadas fue «God Only Knows» de The Beach Boys, interpretada junto a su compañero y actual pareja Juanjo Bona.
El 12 de febrero de 2024, se convirtió en finalista del programa tras cantar «Murder on the Dancefloor» de Sophie Ellis-Bextor, disputándose la final el 19 de febrero en la que obtuvo un sexto puesto cantando «Golden Hour» de «JVKE».
Al terminar el concurso participó junto con sus compañeros en la gira de Operación Triunfo, con la que recorrió diez ciudades españolas, entre ellas Bilbao. El concierto que dio junto con sus compañeros en el WiZink Center de Madrid, y los cambios en su vida tras su paso por la academia de música, fueron recogidos en un documental de Prime Video que se estrenó el 27 de septiembre de 2024.

### 2024-presente: Primeras canciones
Bajo el sello discográfico de Universal Music Spain, en marzo de 2024 publicó su primer sencillo, «Rompeolas», cuyo videoclip fue grabado en una playa del Algarve (Portugal). Este sencillo entró dos veces en el top 50 de Spotify España, así como en las Listas Oficiales de Ventas de Promusicae.
En mayo de 2024, junto a los otros finalistas de Operación Triunfo 2023, presentó e interpretó en la sede del Comité Olímpico Español «La Gravedad», una canción compuesta para ser la canción oficial de España en los Juegos Olímpicos de París 2024.
En junio de 2024, publicó un álbum recopilatorio titulado Lo mejor de Martin Urrutia, que incluye varios de los temas que interpretó durante su paso por Operación Triunfo 2023, además de su primer sencillo, «Rompeolas». Este álbum alcanzó el segundo puesto de las Listas Oficiales de Ventas de Promusicae y se mantuvo dos semanas entre los 100 más vendidos.
Su primer concierto en solitario fue el 11 de julio de 2024 junto al grupo de indie pop El Buen Hijo, en el festival Bilbao BBK Live, donde cantó su primer sencillo, «Rompeolas», y versionó varias canciones; también cantó a dúo junto a Alba Reche. Ese mismo mes, Urrutia también actuó en La Casa de España en París en un concierto privado para la delegación española de los juegos olímpicos. Posteriormente, en agosto de 2024, dio su segundo concierto en solitario durante la Semana Grande de Bilbao, como parte del festival Los40 Aste Nagusia.
A finales de septiembre de 2024, Urrutia y Juanjo Bona anunciaron «El Destello», un tema conjunto que habla de su historia de amor. La canción, coproducida por Hidrogenesse, tiene tintes de pop electrónico, y el videoclip tiene una estética vintage en blanco y negro con un baile coreografiado con claras referencias a La Mesías. Esta colaboración pre-debutó dentro del top 200 de Spotify España, posicionándose en el top 50 tras el debut y alcanzando el puesto 39 de la lista mundial de iTunes; también entró en las Listas Oficiales de Ventas de Promusicae. El 11 de octubre de 2024, Urrutia fue invitado por Bona a subirse al escenario durante el concierto de éste de Los40 Pop Pilar de las Fiestas del Pilar en Zaragoza, donde cantaron «El Destello» por primera vez en directo. Poco después, Martin y Juanjo anunciaron el lanzamiento de una versión remix de «El Destello», bajo la producción de Nacho Canut de Fangoria, y de un disco de vinilo que albergaría ambas versiones.
El 18 de octubre de 2024, versionó y grabó junto a Leire Martínez un videoclip de la canción «Eskutitza», una colaboración solidaria en euskera para EITB Maratoia 2024 con el fin de recaudar fondos para la prevención de enfermedades cardiovasculares, bajo el lema "Escucha tu corazón". El 12 de diciembre de 2024, actuaron a dúo en un concierto benéfico en el Palacio Euskalduna de Bilbao.
Entre marzo y junio de 2025, Urrutia volvió a cantar «El Destello» junto a Bona en alguno de los conciertos de la gira en solitario de éste, Tan Mayor y Tan Niño, donde también cantaron a capela su versión de «God Only Knows». El 31 de mayo de 2025, Urrutia actuó en el Bizkaia Arena como artista invitado en el final de la gira de IZARO.
Un año después de lanzar su primera canción, en junio de 2025 publicó «Nadadora». Producido por Hidrogenesse, este sencillo de su álbum debut es una versión del grupo donostiarra Family. El videoclip, con un estilo casero y fragmentos grabados con una cámara VHS, es una carta de amor a la naturaleza y una oda a la nostagia por la infancia.

## Carrera actoral
En 2023, Urrutia hizo de figurante en Anatema, una película de terror dirigida por Jimina Sabadú y producida por Álex de la Iglesia que se estrenaría en cines en noviembre de 2024.
Durante el verano de 2023, protagonizó la versión musical El retrato de Dorian Gray, dirigida por Eva Ausín, en el teatro Marquina de Madrid.
El 20 de marzo de 2024, Atresmedia anunció la serie musical de televisión Mariliendre, dirigida por Javier Ferreiro y producida por Javier Ambrossi y Javier Calvo, en la cual Martin debutaría como actor coprotagonista junto a Blanca Martínez, Omar Ayuso, Carlos González, Yenesi y Álvaro Jurado. Urrutia presentó junto a sus compañeros un adelanto del proyecto en el FesTVal de Vitoria en septiembre de 2024. También participó en una serie de presentaciones y mesas redondas sobre la ficción entre febrero y marzo de 2025, acudiendo al Teatro Real de Madrid, a la 28 edición del Festival de Málaga de Cine Español, al 'Media Festival' de la Universidad Carlos III de Madrid o a la octava edición del festival 'Crossover. Cultura de Series' en San Sebastián. La serie consta de seis episodios y se estrenó en Atresplayer en abril de 2025.
En mayo de 2025, participó como invitado especial de la duodécima edición de Tu cara me suena en Antena 3, donde se metió en la piel de Ricky Martin para interpretar «Livin' la vida loca» junto a Yenesi.

## Modelaje y publicidad
En mayo de 2024, Urrutia y Juanjo Bona protagonizaron la portada y el reportaje central de la edición de primavera de la revista trimestral de viajes Shangay Voyager. En dicha publicación, ambos colaboraron con el Cabildo de Gran Canaria para promocionar la isla como destino turístico LGTBIQ+.
En septiembre de 2024, se convirtió en embajador de la marca Yves Saint Laurent y promocionó una de sus nuevas fragancias a través de varias redes sociales.
Urrutia ha protagonizado varios reportajes para revistas de moda y tendencia, tanto es sus versiones físicas como online, donde ha hablado de sus facetas artísticas, musicales y actorales. Destacan la edición otoñal de septiembre de 2024 de la revista Neo2 Magazine, la edición de octubre de 2024 de la revista Vanidad o la edición de febrero de 2025 de la revista masculina Risbel Magazine. Con motivo del estreno de Mariliendre, entre marzo y abril de 2025, protagonizó una serie de portadas y reportajes sobre su debut actoral, incluyendo entrevistas en la revista americana Variety, en el suplemento dominical El Pais Semanal o en la revista Nuebo.

## Reconocimientos
En junio de 2024, Martin Urrutia fue elegido una de las 100 personas LGTBIQ+ más influyentes de España. Volvió a figurar en la lista en junio de 2025, por segundo año consecutivo.
El 3 de julio de 2024, fue pregonero de las fiestas del Orgullo LGTBIQ+ de Madrid junto a sus compañeros de Operación Triunfo 2023 Juanjo Bona, Chiara Oliver y Violeta Hódar en la plaza de Pedro Zerolo.
En octubre de 2024, fue elegido junto a Leire Martínez para impulsar EITB Maratoia 2024, lográndose recaudar 850 000 € destinados para la investigación de enfermedades cardiovasculares.

## Discografía
Véase también: Anexo: Galas de Operación Triunfo 2023

### Álbumes y EP

#### Álbumes recopilatorios
| Título                     | Detalles                                                                                           | Listas |
| Título                     | Detalles                                                                                           | ESP    |
| -------------------------- | -------------------------------------------------------------------------------------------------- | ------ |
| Lo mejor de Martin Urrutia | - Lanzamiento: 20 de junio de 2024 - Discográfica: Universal Music - Formato: CD, descarga digital | 2      |

### Sencillos

#### Como artista principal
| Año  | Canción     | Posicionamiento en listas | Álbum                      |
| Año  | Canción     | ESP                       | Álbum                      |
| ---- | ----------- | ------------------------- | -------------------------- |
| 2024 | «Rompeolas» | 74                        | Lo mejor de Martin Urrutia |
| 2025 | «Nadadora»  | —                         | TBD                        |

#### Colaboraciones
| Año  | Canción                                                                     | Posicionamiento en listas | Álbum              |
| Año  | Canción                                                                     | ESP                       | Álbum              |
| ---- | --------------------------------------------------------------------------- | ------------------------- | ------------------ |
| 2024 | «La gravedad» (con Naiara, Paul Thin, Ruslana, Lucas Curotto y Juanjo Bona) | —                         | Sencillo sin álbum |
| 2024 | «El destello» (con Juanjo Bona)                                             | 94                        | Sencillo sin álbum |
| 2024 | «El destello (Remix)» (con Juanjo Bona)                                     | —                         | Sencillo sin álbum |

#### Bandas sonoras
| Año  | Canción                                                                                      | Detalles                |
| ---- | -------------------------------------------------------------------------------------------- | ----------------------- |
| 2024 | «Eskutitza» (con Leire Martínez)                                                             | EITB Maratoia 2024      |
| 2025 | «Amén» (con Bea Fernández, Carlos González, Nina, Omar Ayuso y Yenesi)                       | Mariliendre: Capítulo 1 |
| 2025 | «Te quiero más» (con Bea Fernández)                                                          | Mariliendre: Capítulo 1 |
| 2025 | «Yo quiero bailar» (con Bea Fernández, Carlos González, Omar Ayuso y Yenesi)                 | Mariliendre: Capítulo 1 |
| 2025 | «Lo haré por ti» (con Bea Fernández)                                                         | Mariliendre: Capítulo 2 |
| 2025 | «Toma vitamina» (con Bea Fernández, Carlos González, Omar Ayuso y Yenesi)                    | Mariliendre: Capítulo 2 |
| 2025 | «Puede ser» (con Bea Fernández, Carlos González, Omar Ayuso, Yenesi y Álvaro Jurado)         | Mariliendre: Capítulo 3 |
| 2025 | «Cuando tú vas» (con Bea Fernández y Jorge Silvestre)                                        | Mariliendre: Capítulo 4 |
| 2025 | «Retorciendo palabras» (con Bea Fernández)                                                   | Mariliendre: Capítulo 5 |
| 2025 | «Todo por un sueño» (con Bea Fernández, Carlos González, Omar Ayuso, Yenesi y Álvaro Jurado) | Mariliendre: Capítulo 5 |
| 2025 | «Soy yo + Dime» (con Bea Fernández, Carlos González, Omar Ayuso, Yenesi y Álvaro Almodóvar)  | Mariliendre: Capítulo 6 |

## Giras

### Conjuntas
- 2024: Operación Triunfo 2023 en concierto

## Filmografía

### Cine
| Año  | Título  | Rol       | Notas                           | Ref.   |
| ---- | ------- | --------- | ------------------------------- | ------ |
| 2024 | Anatema | Figurante | Película de terror costumbrista | [ 51 ] |

### Series
| Año  | Título      | Canal       | Rol               | Notas                        | Ref.   |
| ---- | ----------- | ----------- | ----------------- | ---------------------------- | ------ |
| 2025 | Mariliendre | Atresplayer | Jeremías Escudero | Coprotagonista (6 episodios) | [ 56 ] |

### Televisión

#### Como presentador o concursante
| Año       | Título                 | Canal       | Notas                  | Ref.   |
| --------- | ---------------------- | ----------- | ---------------------- | ------ |
| 2023-2024 | Operación Triunfo 2023 | Prime Video | Concursante, Finalista | [ 9 ]  |
| 2024      | Orgullo de Madrid 2024 | RTVE        | Pregonero              | [ 81 ] |

#### Como invitado o entrevistado
| Año       | Título                                  | Canal              | Notas                      | Ref.                 |
| --------- | --------------------------------------- | ------------------ | -------------------------- | -------------------- |
| 2024      | OT al Día                               | Prime Video        | Invitado (1 programa)      | [ 84 ]               |
| 2024      | Premios Ídolo 2024                      | Movistar Plus+     | Invitado                   | [ 85 ]               |
| 2024      | Quédate con Ane                         | ETB2               | Invitado (1 programa)      | [ 86 ]               |
| 2024      | Quédate                                 | ETB2               | Entrevistado (2 programas) | [ 87 ] [ 88 ]        |
| 2024      | RH+                                     | ETB2               | Entrevistado (2 programas) | [ 89 ]               |
| 2024      | Gran Gala del Cine Vasco 2024           | ETB2               | Invitado                   | [ 90 ]               |
| 2024      | La Kapital                              | TeleBilbao         | Entrevistado (1 programa)  | [ 91 ]               |
| 2024      | Local Musical                           | TeleBilbao         | Entrevistado (3 programas) | [ 92 ] [ 93 ] [ 94 ] |
| 2024      | Gora Bihotzak!                          | ETB1               | Entrevistado (1 programa)  | [ 95 ]               |
| 2024      | LOS40 Music Awards                      | Movistar Plus+     | Invitado, entrevistado     | [ 96 ]               |
| 2024      | Gaur Egun                               | ETB1               | Entrevistado (1 programa)  | [ 97 ]               |
| 2024      | EITB Maratoia 2024                      | ETB1               | Actuación                  | [ 42 ]               |
| 2024      | Gora Bihotzak! Especial Maratoia        | ETB1               | Invitado (1 programa)      | [ 98 ]               |
| 2024-2025 | Antena 3 noticias                       | Antena 3           | Entrevistado (4 programas) | [ 99 ]               |
| 2025      | 28 Festival de Málaga. Mariliendre Q&A  | Youtube            | Entrevistado               | [ 100 ]              |
| 2025      | La Sexta noticias                       | La Sexta           | Entrevistado (2 programas) | [ 101 ]              |
| 2025      | 28 Festival de Málaga. Alfombra roja    | Canal Málaga RTV   | Invitado                   | [ 102 ]              |
| 2025      | 28 Festival de Málaga. Gala de Clausura | La 2               | Invitado                   | [ 103 ]              |
| 2025      | Crossover 2025. Mariliendre             | Teledonosti        | Entrevistado               | [ 104 ]              |
| 2025      | Local Noticias                          | TeleBilbao         | Entrevistado (1 programa)  | [ 105 ]              |
| 2025      | Late Xou                                | La 1               | Invitado (1 programa)      | [ 106 ]              |
| 2025      | Tu cara me suena 12                     | Antena 3           | Invitado (1 programa)      | [ 67 ]               |
| 2025      | Noticias 24 horas                       | Canal 24 horas     | Invitado (1 programa)      | [ 107 ]              |
| 2025      | ¡Por fin, San Fermín!                   | Navarra Televisión | Entrevistado (1 programa)  | [ 108 ]              |

#### Documentales
| Año  | Título               | Canal       | Notas                               | Ref.    |
| ---- | -------------------- | ----------- | ----------------------------------- | ------- |
| 2024 | Gala NoGala ING OT23 | Youtube     | Protagonista (9 programas)          | [ 109 ] |
| 2024 | OT23: La gira        | Prime Video | Documental y película, protagonista | [ 11 ]  |
| 2025 | Más de Mariliendre   | Atresplayer | Documental                          | [ 110 ] |

### Vídeos musicales
| Año  | Canción                                                                     | Lanzamiento           | Notas              |
| ---- | --------------------------------------------------------------------------- | --------------------- | ------------------ |
| 2024 | «Rompeolas»                                                                 | 21 de marzo de 2024   | Artista principal  |
| 2024 | «Lo que no ves de mí»                                                       | 28 de marzo de 2024   | Aparición especial |
| 2024 | «La gravedad» (con Naiara, Paul Thin, Ruslana, Lucas Curotto y Juanjo Bona) | 7 de mayo de 2024     | Colaboración       |
| 2024 | «El destello» (con Juanjo Bona)                                             | 3 de octubre de 2024  | Colaboración       |
| 2024 | «Eskutitza» (con Leire Martínez)                                            | 18 de octubre de 2024 | Colaboración       |
| 2025 | «Nadadora»                                                                  | 12 de junio de 2025   | Artista principal  |

## Teatro
| Año  | Título                                | Rol         | Notas        | Ref.   |
| ---- | ------------------------------------- | ----------- | ------------ | ------ |
| 2023 | El retrato de Dorian Gray: El musical | Dorian Gray | Protagonista | [ 54 ] |

## Premios y nominaciones
| Año  | País              | Premio             | Categoría        | Trabajo nominado                                | Resultado | Ref.    |
| ---- | ----------------- | ------------------ | ---------------- | ----------------------------------------------- | --------- | ------- |
| 2024 | Bandera de España | Premio MADO        | Diversidad LGTBI | Él mismo (con compañeros del colectivo de OT23) | Ganador   | [ 111 ] |
| 2024 | Bandera de Brasil | BreakTudo Awards   | Hino do ano      | «Rompeolas»                                     | Ganador   | [ 112 ] |
| 2025 | Bandera de España | Premios Seriemanía | Mejor reparto    | Él mismo (con el reparto de Mariliendre)        | Ganador   | [ 113 ] |